# Hands Up! (film)
Hands Up! – amerykański niemy film z 1926 roku w reżyserii Clarence'a G. Badgera.

## Wyróżnienia
| Rok wpisania | National Film Registry |
| ------------ | --- |
| 2005         | Lista filmów budujących dziedzictwo kulturalne USA utworzona przez National Film Preservation Board i przechowywana w Bibliotece Kongresu Stanów Zjednoczonych |